# 鈴木修人
鈴木 修人（すずき しゅうと、1985年8月31日 - ）は、千葉県船橋市出身のサッカー指導者、元プロサッカー選手。選手時代のポジションはMF（ボランチなど）。

## 来歴

### プロ入り前
父親の影響でサッカーに触れるようになり、小学2年時より本格的にサッカーを始める。船橋市内の少年サッカークラブを経て1995年から3年間は鹿島アントラーズのジュニアチームでプレー。当時のポジションはフォワードであった。1998年にジュニアユースに昇格。この頃フォワードからトップ下へとポジションを変えた。
2001年、市立船橋高校に進学。同期にはカレン・ロバート、増嶋竜也、佐藤優也などがいる。入学当初はBチーム所属となり、そこでも試合出場の機会がなかったが、高校2年時、監督の布啓一郎によってボランチへとポジションを変えられてからは試合出場機会を得るようになり、Aチームでスターティングメンバーにも入るようになった。在学中、第81回全国高等学校サッカー選手権大会および第13回高円宮杯全日本ユースサッカー選手権 (U-18)大会の2大会で優勝を経験した。
高校卒業後は早稲田大学に進学しア式蹴球部に入部。同級生に兵藤慎剛らがいる。
2007年にユニバーシアード日本代表に選出されてタイ王国バンコクで開催された大会に出場し、ベスト8の成績を修めた。また同年6月6日開催の北京オリンピック2次予選マレーシア戦に先発出場し、33分にボレーシュートにより1得点を挙げた。

### プロ入り後
2008年、鹿島アントラーズへ入団した。出場機会は得られないまま、翌2009年7月に湘南ベルマーレに期限付き移籍し、7月26日に平塚競技場で行われたJリーグ2部 (J2) 第30節徳島戦でリーグ戦に初出場した。湘南でリーグ戦6試合、天皇杯1試合に出場した後鹿島に復帰した。
鹿島復帰後の2010年度を出場機会のないまま終えた後、翌2011年1月、栃木SCに期限付き移籍。2012年より完全移籍した。
2013年、ギラヴァンツ北九州に完全移籍。2014年、クラブから契約満了が発表された。2015年2月3日、現役引退が発表された。

### 現役引退後
現役を引退した直後の2015年に、明治学院大学サッカー部コーチに就任した、翌2016年にヘッドコーチ、2017年に監督に就任した。
また2017年に、市立船橋高校の同期だったカレン・ロバートがオーナーのサッカークラブ「ローヴァーズFC」の育成・普及アドバイザーに就任した。

## エピソード
- 「修人 (シュート)」という名は、サッカー好きの父親によって付けられた。
- 影響を受けた選手について、栃木SC公式サイトのインタビューにてビスマルク、小笠原満男、アンドレア・ピルロの3選手を挙げている[1]。

## 所属クラブ
- 1992年 - 1994年 船橋FC
- 1995年 - 1997年 鹿島アントラーズジュニア
- 1998年 - 2000年 鹿島アントラーズジュニアユース (市立宮本中学校)
- 2001年 - 2003年 船橋市立船橋高等学校
- 2004年 - 2007年 早稲田大学ア式蹴球部
- 2008年 - 2011年  鹿島アントラーズ
  - 2009年7月 - 同年12月  湘南ベルマーレ (期限付き移籍)
  - 2011年  栃木SC (期限付き移籍)
- 2012年  栃木SC
- 2013年 - 2014年  ギラヴァンツ北九州
- 2015年 - 2018年   横浜GSFCコブラ

## 個人成績
| 国内大会個人成績 | 国内大会個人成績 | 国内大会個人成績 | 国内大会個人成績 | 国内大会個人成績                       | 国内大会個人成績 | 国内大会個人成績 | 国内大会個人成績 | 国内大会個人成績 | 国内大会個人成績 | 国内大会個人成績 | 国内大会個人成績 |
| 年度             | クラブ           | 背番号           | リーグ           | リーグ戦                               | リーグ戦         | リーグ杯         | リーグ杯         | オープン杯       | オープン杯       | 期間通算         | 期間通算         |
| 年度             | クラブ           | 背番号           | リーグ           | 出場                                   | 得点             | 出場             | 得点             | 出場             | 得点             | 出場             | 得点             |
| 日本             | 日本             | 日本             | 日本             | リーグ戦                               | リーグ戦         | リーグ杯         | リーグ杯         | 天皇杯           | 天皇杯           | 期間通算         | 期間通算         |
| ---------------- | ---------------- | ---------------- | ---------------- | -------------------------------------- | ---------------- | ---------------- | ---------------- | ---------------- | ---------------- | ---------------- | ---------------- |
| 2008             | 鹿島             | 20               | J1               | 0                                      | 0                | 0                | 0                | 0                | 0                | 0                | 0                |
| 2009             | 鹿島             | 20               | J1               | 0                                      | 0                | -                | -                | -                | -                | 0                | 0                |
| 2009             | 湘南             | 40               | J2               | 6                                      | 0                | -                | -                | 1                | 0                | 7                | 0                |
| 2010             | 鹿島             | 20               | J1               | 0                                      | 0                | 0                | 0                | 0                | 0                | 0                | 0                |
| 2011             | 栃木             | 17               | J2               | 15                                     | 0                | -                | -                | 0                | 0                | 15               | 0                |
| 2012             | 栃木             | 5                | J2               | 4                                      | 0                | -                | -                | 0                | 0                | 4                | 0                |
| 2013             | 北九州           | 4                | J2               | 22                                     | 1                | -                | -                | 1                | 0                | 23               | 1                |
| 2014             | 北九州           | 4                | J2               | 15                                     | 0                | -                | -                | 1                | 0                | 16               | 0                |
| 2015             | 横浜GS           | 14               | 神奈川県1部      |                                        |                  | -                | -                | -                | -                |                  |                  |
| 2016             | 横浜GS           | 14               | 神奈川県1部      |                                        |                  | -                | -                | -                | -                |                  |                  |
| 2017             | 横浜GS           | 14               | 関東2部          |                                        |                  | -                | -                | -                | -                |                  |                  |
| 通算             | 日本             | 日本             | J1               | 0                                      | 0                | 0                | 0                | 0                | 0                | 0                | 0                |
| 通算             | 日本             | 日本             | J2               | 62                                     | 1                | -                | -                | 3                | 0                | 65               | 1                |
| 通算             | 日本             | 日本             | 関東2部          | \|\|\|\|colspan=2\|-\|\|0\|\|0\|\|\|\| |                  |                  |                  |                  |                  |                  |                  |
| 通算             | 日本             | 日本             | 神奈川県1部      | \|\|\|\|colspan=2\|-\|\|0\|\|0\|\|\|\| |                  |                  |                  |                  |                  |                  |                  |
| 総通算           | 総通算           | 総通算           | 総通算           | 62                                     | 1                | 0                | 0                | 3                | 0                | 65               | 1                |

| 国際大会個人成績 | 国際大会個人成績 | 国際大会個人成績 | 国際大会個人成績 | 国際大会個人成績 |
| 年度             | クラブ           | 背番号           | 出場             | 得点             |
| AFC              | AFC              | AFC              | ACL              | ACL              |
| ---------------- | ---------------- | ---------------- | ---------------- | ---------------- |
| 2008             | 鹿島             | 20               | 0                | 0                |
| 2009             | 鹿島             | 20               | 0                | 0                |
| 2010             | 鹿島             | 20               | 0                | 0                |
| 通算             | AFC              | AFC              | 0                | 0                |

- Jリーグ初出場 - 2009年7月26日 J2 第30節 対徳島ヴォルティス戦 (平塚競技場)
- Jリーグ初得点 - 2013年3月31日 J2 第6節 対ジェフユナイテッド市原・千葉戦 (フクダ電子アリーナ)

## 代表・選抜歴
- ユニバーシアード日本代表
  - 2007年 - ユニバーシアード・バンコク大会
- U-22日本代表 
  - 2007年 - 北京オリンピックアジア二次予選出場 (1試合1得点)

## 指導歴
- 2015年2月 - 明治学院大学サッカー部
  - 2015年 コーチ
  - 2016年 ヘッドコーチ
  - 2017年 - 監督

## タイトル
- 全国高等学校サッカー選手権大会 (2002年)
- 全日本大学サッカー選手権大会 (2007年)